# Замок Колосси
Замок Колосси (греч. Κάστρο Κολοσσίου) — средневековый замок на южном берегу Кипра в 10 км западнее Лимасола. Замок был построен в начале XIII века королём Кипра Гуго I.

## История
В 1291 году замок стал центром («великой коммандарией») обосновавшихся на острове рыцарей-госпитальеров Иерусалимского ордена святого Иоанна. Помимо прочего, госпитальеры занимались выращиванием здесь сахарного тростника (бывший сахарный завод расположен в непосредственной близости от замка Колосси) и винограда. Отсюда получило название кипрское вино «Коммандария», которое в Средние века вывозилось для употребления при королевских дворах Франции и Англии.
В XIV веке замок Колосси на несколько лет перешёл во владение рыцарского ордена тамплиеров.
Замок Колосси представляет собой массивное квадратное трёхэтажное сооружение, сложенное из блоков известняка желтоватого цвета, являясь прекрасным примером средневековой военной архитектуры. В 1454 году комендант Луи де Маньяк перестроил замок, придав ему нынешний вид. 
Трёхэтажная квадратная башня-донжон достигает почти 22 метров в высоту, толщина её стен составляет более 2,5 метров. Вход в донжон находится на втором этаже, в центральной части южной стены. На третьем этаже находились покои командора, а на крыше замка — наблюдательная площадка, с которой и сегодня можно осмотреть окрестности. В подвальных помещениях имелись колодцы.

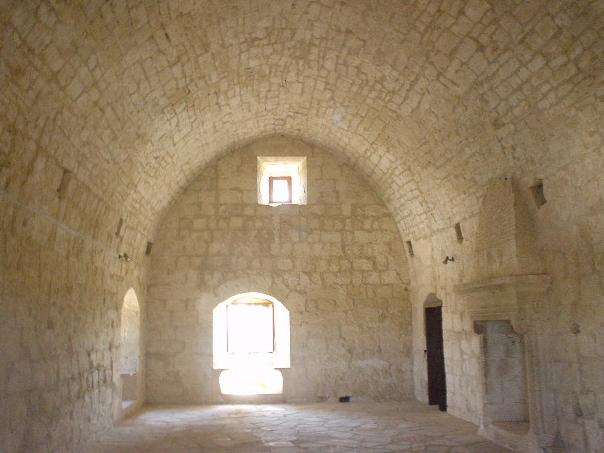
Зал внутри замка
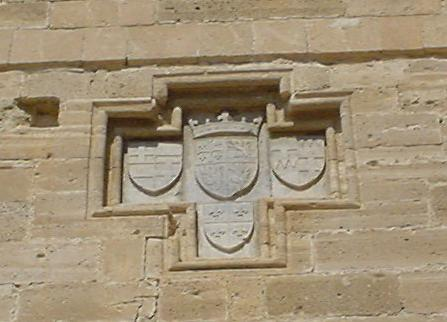
Щит герба Лузиньянов на восточной стене
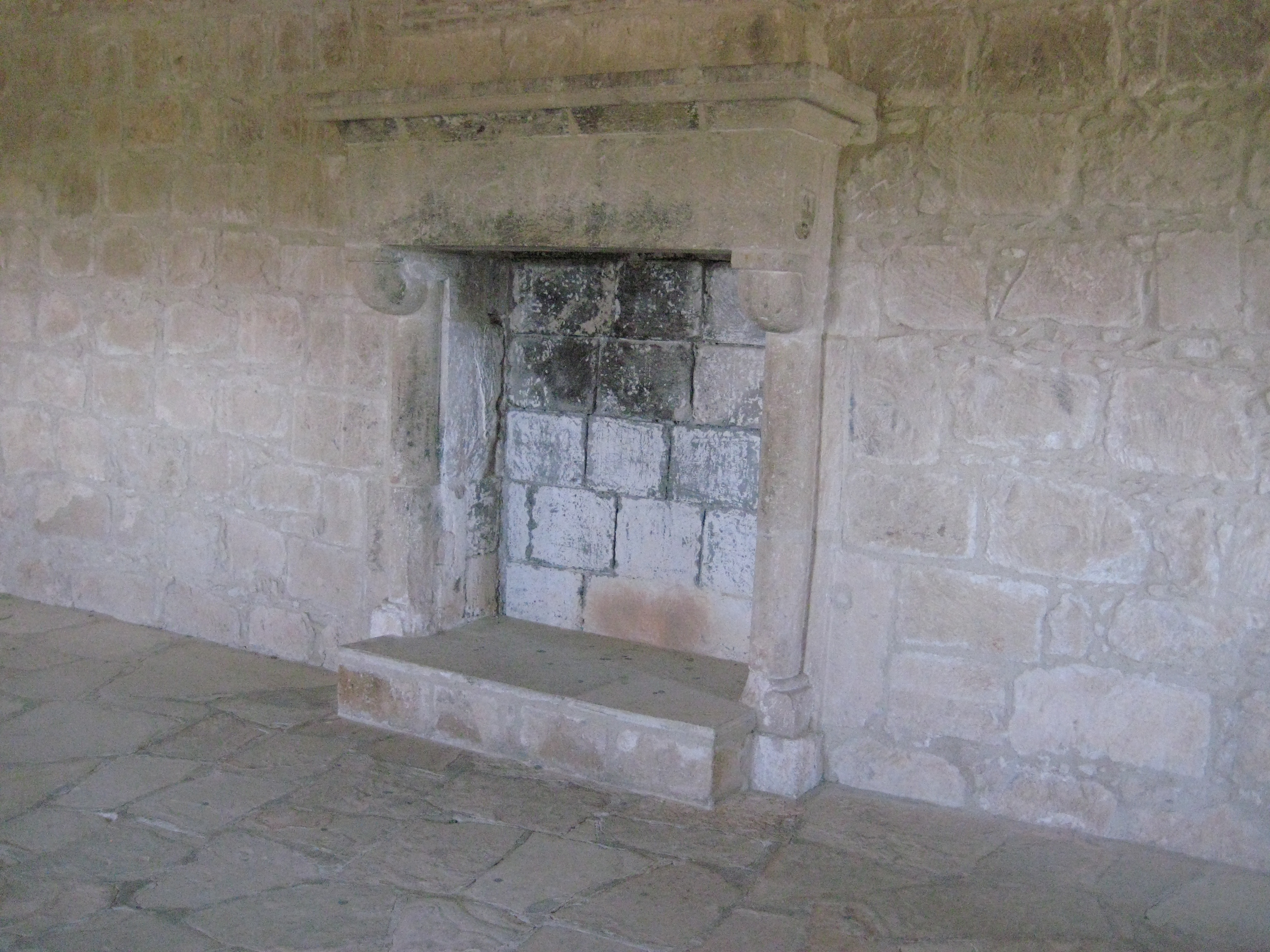
Камин
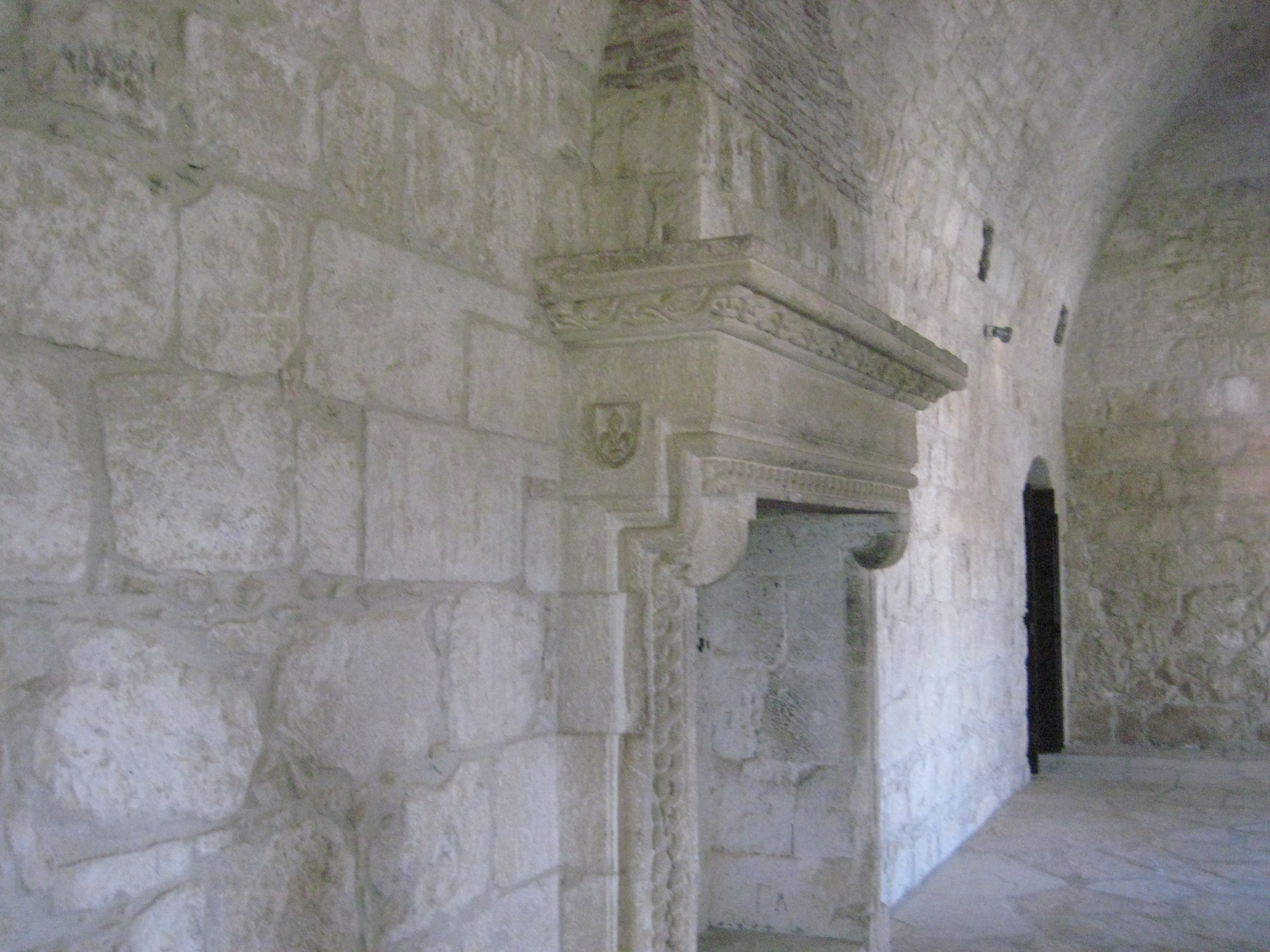
Видна барельефная лилия (флёр-де-лис)